# Letsbuyit.com
LetsBuyIt.com war ein 1999 gegründetes Portal, das im Internet Käufer für ein gemeinsames Kaufangebot an einen Lieferanten zusammenführen wollte. LetsBuyIt.com war seinerzeit einer der bekanntesten Vertreter des sogenannten Powershopping oder Co-Shopping. Im Zuge der Dotcom-Blase geriet das zeitweilig am Neuen Markt gelistete Unternehmen in die Krise, 2003 wurde die Marke verkauft.

## Geschichte
Im April 1999 wurde LetsBuyIt.com vom Schweden Johan Staël von Holstein gegründet. Im November 1999 startete ein deutscher Ableger. Durch eine Nachfragebündelung sollten für die Kunden attraktivere Preise, beispielsweise durch Mengenrabatte, erreicht werden. Damit war die Firma einer der Schrittmacher des Verkaufsbooms im Internet mittels neuer Geschäftsideen.
Besondere Resonanz fand die Diskussion über im Geschäftsmodell angeblich versteckte Verstöße gegen das Rabattgesetz.
Wegen dieser grundsätzlichen Probleme und fragwürdiger Geschäftsführung kam es zu stark schwankenden Kursen der Aktie. In die Schlagzeilen geriet die am Neuen Markt gelistete LetsBuyIt.com 2001 nicht nur durch ihre prekäre Wirtschaftslage, sondern auch aufgrund der geplanten Investition durch Kim Schmitz. Schmitz versprach, dem Unternehmen aus der Finanznot zu helfen, stellte sich dann jedoch als Kapitalanlagebetrüger heraus und wurde 2002 verhaftet sowie später wegen Insiderhandels verurteilt.
Auch durch diese Probleme fiel Letsbuyit 2001 dem mit der Dotcom-Blase zusammenhängendem Kurssturz zahlreicher Unternehmen der New Economy zum Opfer. Am 25. Juli 2002 meldete die deutsche Tochtergesellschaft Insolvenz an, am 6. November 2002 folgte die niederländische Muttergesellschaft.
2003 wurde die LetsBuyIt.com N.V. (WKN: 938 006) zu IFEX Innovation Finance & Equity Exchange N.V. umbenannt. Bereits seit den Anfangstagen des Unternehmens nutzte LetsBuyIt.com das Maskottchen Billy, die Ameise zu Werbezwecken.
2007 wurde das Konzept von LetsBuyIt vom deutschen Start-Up Dealjaeger.de wiederbelebt. Anfang des Jahres 2008 erwarb ein anderes Unternehmen die Namensrechte an LetsBuyIt.com für ein Preisvergleichsportal.